# Granica polsko-gdańska

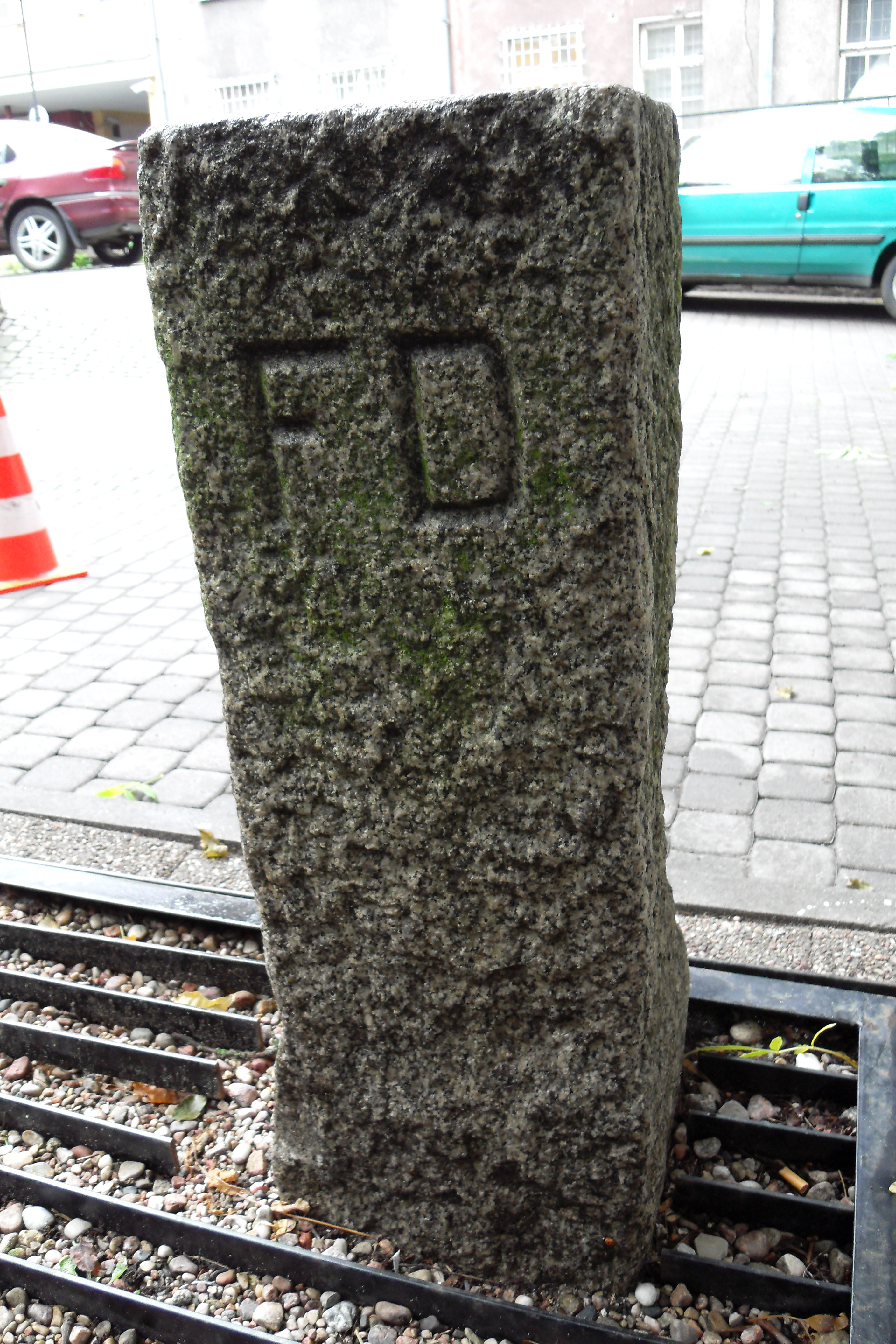
Znak graniczny

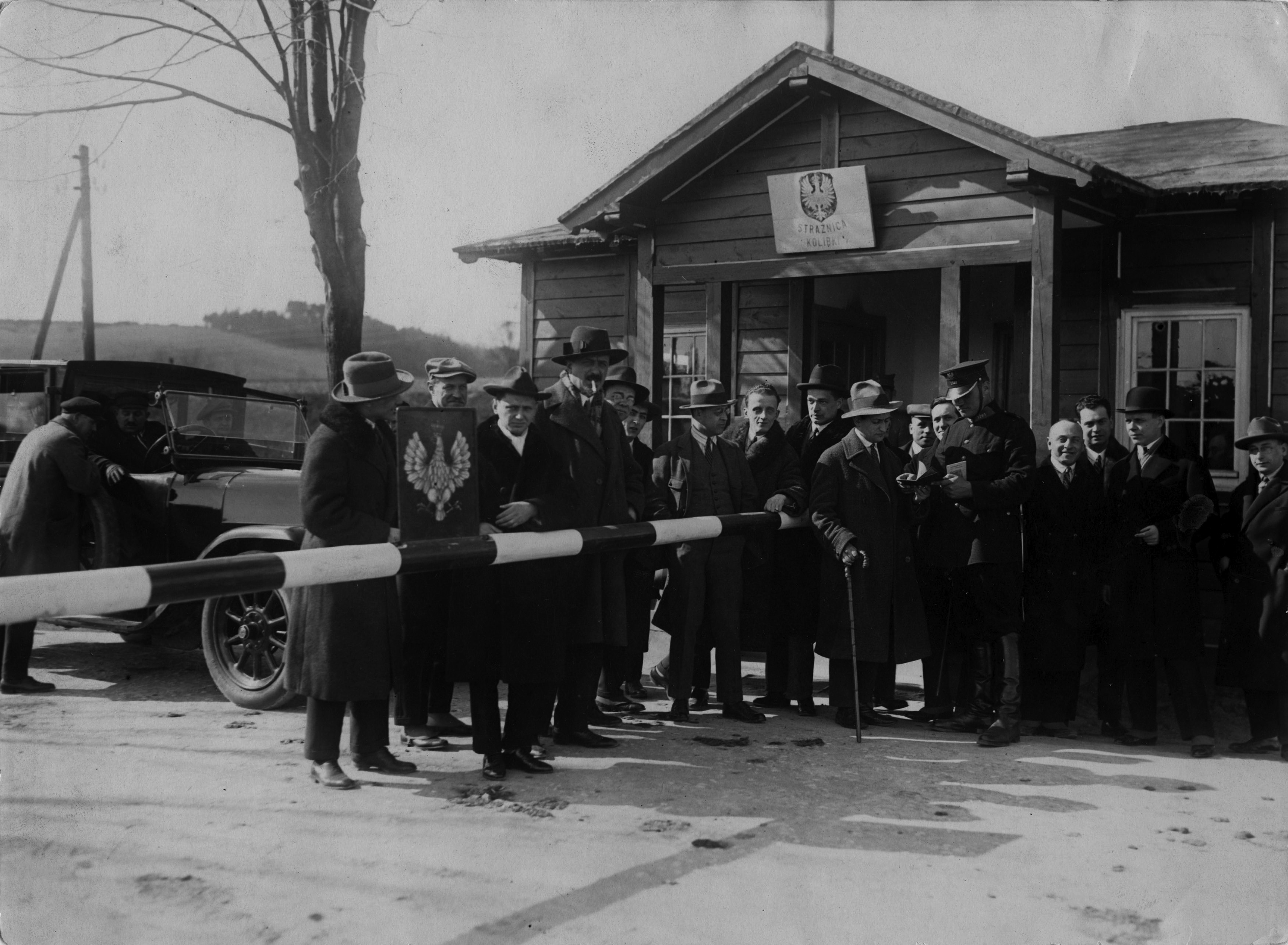
Strażnica Kolibki

Granica polsko-gdańska – istniejąca w okresie międzywojennym (1920–1939) granica państwowa o długości 139 km pomiędzy Wolnym Miastem Gdańskiem i Polską.

## Kształtowanie się wspólnej granicy
Granica została wytyczona przez mocarstwa zachodnie, które powołały do życia Wolne Miasto Gdańsk. Art. 100 traktatu wersalskiego określił granice Wolnego Miasta Gdańska.

## Przebieg granicy
Przebiegała w przybliżeniu jak granice powiatów sprzed I wojny światowej: północna granica powiatu tczewskiego i wschodnia powiatów wejherowskiego i kartuskiego (z wyjątkiem należących wcześniej do powiatu gdańskiego gmin Bysewo, Klukowo, Rębiechowo, Sulmin oraz obszarów dworskich Czaple, Kokoszki, Leźno, Lniska, Matarnia i Owczarnia, które włączono w granice Polski). Wyjątkiem było także miasto Sopot, które pomimo dotychczasowej przynależności do powiatu kartuskiego włączono w skład Wolnego Miasta, ze względu na dominację ludności niemieckiej i położenie blisko granic powiatu gdańskiego. Ostatni, nadmorski odcinek granicy stanowił potok Swelina.
Na granicy zostały ustawione granitowe słupy graniczne z napisem Traite de Versailles / 28 Juin 1919 i literami P od strony Polski, FD od strony Wolnego Miasta i D od strony Niemiec. Słupy oznaczone były literą sekcji (od A do G) i kolejnym numerem. Słup A001 znajdował się u ujścia Sweliny do Zatoki Gdańskiej. 
Sekcja D przebiegała od Postołowa do Wisły. Liczyła ponad 30 kilometrów i ustawiono na niej 170 słupków granicznych. Wyznaczono również trzy przejścia graniczne, a jedno z nich mieściło się w Koźlinach. Był tutaj punkt kontroli celnej całodobowy dla ruchu pieszego i samochodowego.
Dla upamiętnienia faktu istnienia granicy w gdańskiej dzielnicy Kokoszki, rondo na skrzyżowaniu ulicy Kartuskiej i Otomińskiej od 2016 roku nosi nazwę Rondo Graniczne Wolne Miasto Gdańsk – Rzeczpospolita Polska (1920–1939).

## Wybrane przejścia graniczne[6]
- Kolibki/Steinfließ
- Sulmin/Ottomin
- Gołębiewko/Mittel Golmkau
- Lasy Oliwskie/Forst Oliva
- Hohenstein (kolejowe) i Kohling/Miłobądz (drogowe)

Weißenberg – miejsce styku trzech granic (polska, niemiecka – zobacz granica gdańsko-niemiecka – i gdańska).